# Ploëzal
Ploëzal es una comuna francesa situada en el departamento de Côtes-d'Armor, en la región de Bretaña.

## Demografía
| 1576 | 1458 | 1445 | 1301 | 1232 | 1190 | 1227 |
| Para los censos de 1962 a 1999 la población legal corresponde a la población sin duplicidades (Fuente: INSEE [Consultar]) |      |      |      |      |      |      |